# Vieux-Condé
Vieux-Condé là một xã trong vùng Hauts-de-France, thuộc tỉnh Nord, quận Valenciennes, tổng Condé-sur-l'Escaut. Tọa độ địa lý của xã là 50° 27' vĩ độ bắc, 03° 34' kinh độ đông. Vieux-Condé nằm trên độ cao trung bình là 21 mét trên mực nước biển, có điểm thấp nhất là 13 mét và điểm cao nhất là 51 mét. Xã có diện tích 11,06 km², dân số vào thời điểm 1999 là 10.641 người; mật độ dân số là 962 người/km².

## Thông tin nhân khẩu
| 1962  | 1968  | 1975  | 1982  | 1990  | 1999  |
| ----- | ----- | ----- | ----- | ----- | ----- |
| 11873 | 11970 | 11514 | 11178 | 10859 | 10641 |

## Thành phố kết nghĩa
- Bleicherode, Đức
- Niederzier, Đức